# 281 î.Hr.

## Nașteri
- dată necunoscută: Chrysippus Filozof din Grecia Antica (d. 208 î.Hr.)

## Decese
- Seleucus I Nicator, diadoh, întemeietorul Imperiului Seleucid (n. 358 î.Hr.)